# Коада Малулуј (Прахова)
Коада Малулуј (рум. Coada Malului) насеље је у Румунији у округу Прахова у општини Магуреле. Oпштина се налази на надморској висини од 282 m.

## Становништво
Према подацима из 2002. године у насељу је живело 826 становника, од којих су сви румунске националности.